# 阿根廷国家五人制足球队
阿根廷国家室内足球队是阿根廷在室内足球项目的国家代表队。